# Постсоветский период истории санкт-петербургского трамвая

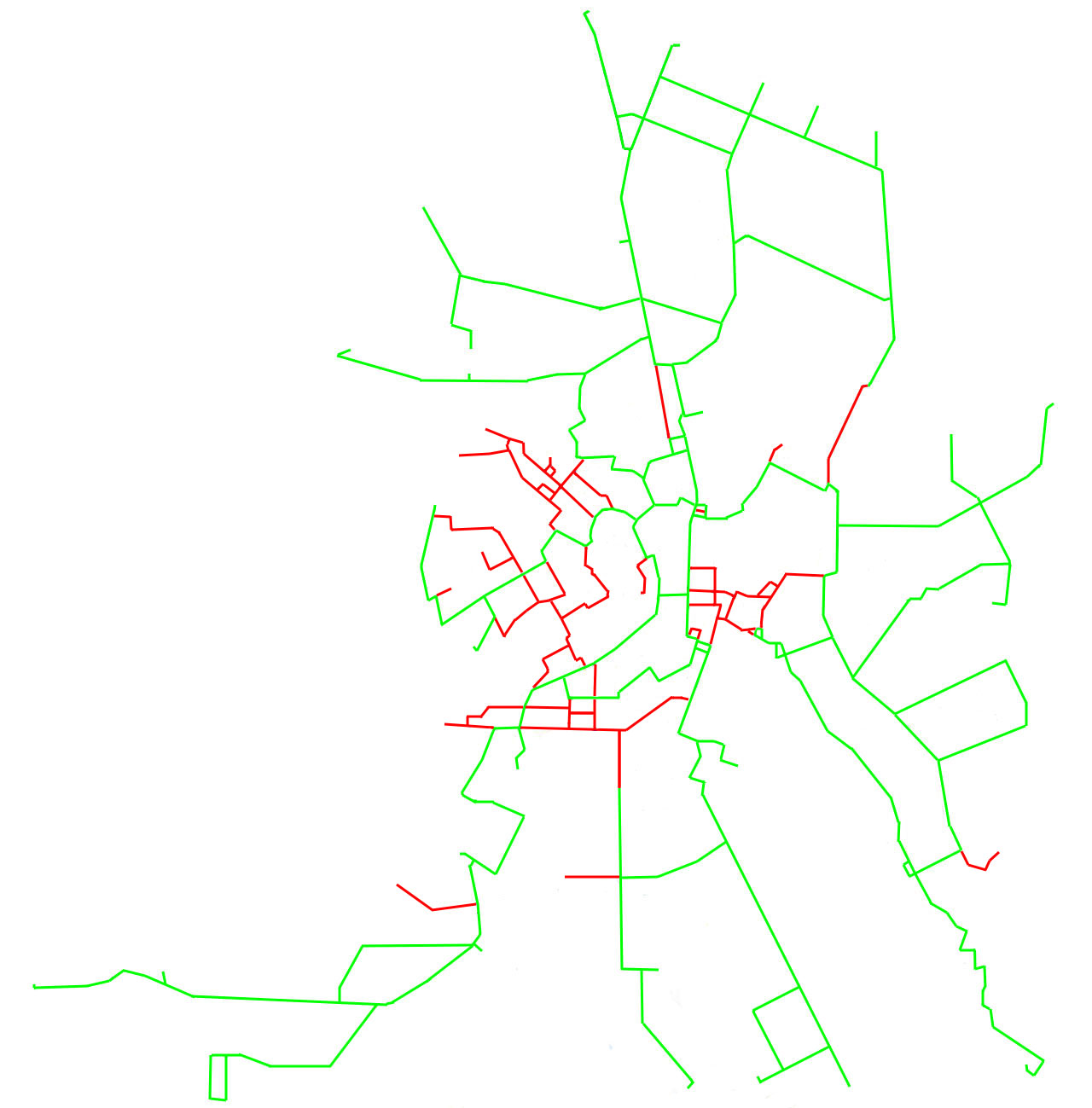
Красным цветом обозначены линии, закрытые и демонтированные после 1991 года

Распад СССР и экономический кризис в 1990-е годы отрицательно повлияли на маршрутную сеть трамваев Санкт-Петербурга: из-за сокращения числа водителей в парках и старения подвижного состава сократился выпуск на линии и выросли интервалы, ремонт путей практически прекратился, что привело к снижению скорости и дальнейшему ухудшению состояния подвижного состава. Это вместе с другими факторами (растущей автомобилизацией и ростом рынка маршрутного такси), привело к снижению пассажиропотока и увеличению убытков общественного транспорта в целом. Под предлогом минимизации убытков началось массовое закрытие трамвайных линий: были демонтированы сотни километров пассажирских путей, а также все грузовые и служебные. До этого последний раз демонтаж линий производился в 1971 году.
Несмотря на это, инерция была настолько велика, что максимума развития трамвайное хозяйство (как это ни странно) достигло как раз в середине 1990-х.
- Максимальная длина трамвайных путей была достигнута в период с августа 1992 года по июль 1997 года.
- Максимальное количество маршрутов (68: 1 — 65 + А + 21А + 90) выходило на линию в период с 13 октября 1997 года по 20 февраля 1998 года[2].

К 2007 году трамвайное движение в центре было сведено к минимуму, а пассажирская сеть была разделена на 3 отдельных фрагмента. С этого момента трамвай стало больше нельзя использовать для передвижения на значительные расстояния, он стал выполнять исключительно функции подвоза пассажиров к ближайшим станциям железных дорог и метро.

## Демонтированные линии
| Годы | Улицы, на которых трамвайное движение закрыто и пути демонтированы |
| ---- | --- |
| 1993 | - январь: Улица Марата от Колокольной улицы до Стремянной улицы, Стремянная улица (одноимённая конечная станция), Дмитровский переулок - июнь: Конечная станция «Варшавский вокзал» вместе с отходившей от него линией в грузовой двор станции «Ленинград-Варшавский-Товарный» |
| 1996 | - Конногвардейский бульвар, Исаакиевская площадь, Адмиралтейский проспект, Дворцовый мост, Биржевая площадь, Биржевой мост, Мытнинская набережная. Линия демонтирована весной 1997 года. |
| 1997 | - 22 мая: Дальневосточный проспект от Народной улицы до проспекта Большевиков, проспект Большевиков от Дальневосточного проспекта до конечной станции «Станция Нева», конечная станция «Станция Нева», грузовая линия к базе завода «Севкабель» |
| 1998 | - 20 февраля: Конюшенная площадь, Царицынский проезд, Марсово поле, Миллионная улица от Марсова поля до Суворовской площади |
| 2000 | - август: Улица Жуковского от Литейного проспекта до улицы Восстания - 20 октября: Финский переулок |
| 2001 | - 1 июня: Кронверкская улица, улица Ленина, Кирочная улица, улица Восстания, улица Жуковского, Лиговский проспект от улицы Жуковского до 2-й Советской улицы - 1 июля: Рижский проспект от Старо-Петергофского проспекта до Гапсальской улицы, Гапсальская улица, Межевой канал, Виндавская улица. Линия на Рижском проспекте от Старо-Петергофского проспекта до Либавского переулка окончательно демонтирована в июне 2011 года. - 1 сентября: Малый проспект В. О., 16-17 линии В. О., конечная станция «Набережная реки Смоленки» - 1 октября: Большая Разночинная улица, Корпусная улица, Лодейнопольская улица, Петрозаводская улица, конечная станция «Новоладожская улица», конечная станция «Кинотеатр „Юность“» |
| 2002 | - 15 мая: 8-9 линии В. О., Уральская улица, Железноводская улица, проспект КИМа - 10 июля: Кондратьевский проспект от улицы Жукова до площади Калинина - 22 июля: Ждановская улица, Малый проспект П. С., Пионерская улица, Чкаловский проспект от Пионерской улицы до Большой Зелениной улицы, Лазаревский мост, Вязовая улица, Спортивная улица от Лазаревского моста до Крестовского проспекта - 7 августа: Набережная Лейтенанта Шмидта, 22-23 линии В. О. от набережной Лейтенанта Шмидта до Большого проспекта В. О., 8-9 линии В. О., Малый проспект В. О. от Гаванской улицы до конечной станции «Малый пр. В. О.». - 28 сентября: Проспект Римского-Корсакова, улица Декабристов, Английский проспект - 1 октября: Благодатная улица от Московского проспекта до станции Броневая, Константиновский проспект от Гребной улицы до конечной станции «ЦПКиО» - 14 октября: 10-я Красноармейская улица, Рижский проспект, Лермонтовский проспект от Троицкого проспекта до набережной Обводного канала |
| 2003 | - 5 апреля: набережная Обводного канала от Лифляндской улицы до Гутуевского моста, Гутуевский мост, Двинская улица, конечная станция «Порт» - 9 июня: Греческий проспект от улицы Некрасова до 2-й Советской улицы |
| 2004 | - 1 июля: Большой Сампсониевский проспект от 1-го Муринского проспекта до улицы Смолячкова |
| 2005 | - 5 октября: Большеохтинский мост, Тульская улица, Новгородская улица, улица Моисеенко, 9-я Советская улица, Греческий проспект, улица Некрасова, Дегтярный переулок. Пути на улице Некрасова демонтированы в 2010—2011 годах. Линия по Дегтярному переулку окончательно заасфальтирована только 12 августа 2017 года. - Барочная улица — демонтирована в конце 2007-начале 2008 годов. |
| 2006 | - 12 января: Дорога на Турухтанные острова - 1 марта: Площадь Труда, улица Труда, набережная реки Мойки, Поцелуев мост, улица Глинки, проспект Римского-Корсакова, Никольская площадь, Никольский переулок — демонтированы в июне 2010 года. - 1 марта: Кадетская и 1-я линии Васильевского острова от Среднего проспекта до Университетской набережной, Университетская набережная, мост Лейтенанта Шмидта. Демонтаж выполнен 23 апреля 2007 года. Пути на Ново-Никольском мосту демонтированы только 13 июня 2017 года. - 11 апреля: Московский проспект от набережной Обводного канала до Трамвайного парка № 1, набережная Обводного канала от Старо-Петергофского проспекта до Лиговского проспекта, Измайловский проспект, Вознесенский проспект. Линии демонтированы в ноябре 2006 года. - 9 сентября: Пискарёвский проспект от Полюстровского проспекта до конечной станции «Больница имени Мечникова», ПТО на улице Руставели, 1 - Оборотное кольцо «Средний пр.» («25-я линия»)                   |
| 2007 | - 13 января: Чкаловский проспект — демонтирована в июне 2010 года. - 1 апреля: Лиговский проспект (от 2-й Советской улицы до Кузнечного переулка), 2-я Советская улица, проспект Бакунина от 2-й Советской улицы до Перекупного переулка, Херсонская улица от проспекта Бакунина до Перекупного переулка. - 4 июля: Введенская улица, Рыбацкая улица, улица Большая Зеленина, Большой Крестовский мост, Петроградская улица, Константиновский проспект, Гребная улица, Спортивная улица, Крестовский проспект, конечная станция «Приморский парк Победы» (крупнейшая в Санкт-Петербурге). Демонтированы в 2008—2010 годах. |

К осени 2017 года на всех вышеперечисленных улицах трамвайные линии демонтированы за исключением путей на набережной Обводного канала на участке от Рыбинской улицы до Лиговского проспекта. Их наличие объясняется тем, что пути были отремонтированы незадолго до вывода из эксплуатации, кроме того, Горэлектротранс неоднократно заявлял о желании возобновить движение трамваев на этом участке. 15 сентября 2023 года от этих планов окончательно отказались, трамвайное полотно будет снято при очередном ремонте проезжей части.
Существуют и другие сохранившиеся фрагменты путей, но все они находятся на частной территории.

## Линии, не используемые в маршрутном движении
- Улица Марата от Кузнечного переулка до Колокольной улицы (а также один путь в направлении от Свечного переулка к Кузнечному переулку), Колокольная улица, Владимирский проспект, Литейный проспект, Инженерная улица, мост Белинского, улица Белинского, Литейный мост, Улица Академика Лебедева от Литейного моста до улицы Комсомола — пассажирское движение трамваев прекращено с 2007 года, однако демонтаж путей на них не предполагается. Все линии, кроме Литейного проспекта от улицы Белинского до Невского проспекта, Владимирского проспекта и Колокольной улицы, используются музейным трамвайным маршрутом Т1, а также временными маршрутами при перекрытии движения на соседних улицах. 29 марта 2017 года активисты предложили вернуть трамвай на Литейный проспект, однако в правительстве Санкт-Петербурга назвали эту идею нецелесообразной[35]..
- Литовская улица — служебная линия к бывшему Петербургскому трамвайно-механическому заводу, используется Службой пути. У дома № 2А становится однопутной.
- Большая Монетная улица, улица Чапаева, Гренадёрский мост, Гренадёрская улица от Гренадерского моста до Большого Сампсониевского проспекта — используется только временными маршрутами и рейсами в 3-й трамвайный парк.
- Однопутная линия по проспекту Луначарского от Выборгского шоссе до проспекта Энгельса — используется только временными маршрутами.
- Улица Руставели от проспекта Просвещения до СТТП — используется только для следования в парк и на маршрут.
- Ряд конечных станций и оборотных колец.

## Строительство новых линий
- 5 августа 1992 года была открыта новая линия по улице Савушкина от действующей конечной станции «Приморский проспект» до нового трамвайного кольца «Лахтинский разлив».
- 14 января 1999 года было открыто движение по улицам Стародеревенской, Оптиков и Торфяная дорога к новой станции метро «Старая Деревня» (маршрут № 18)[36], а 27 декабря 2000 года около той же станции метро с другой стороны от железнодорожных путей было открыто движения от нового кольца до улицы Савушкина[37].
- 3 февраля 2003 года в связи со строительством Ладожского вокзала было открыто новое трамвайное кольцо «станция метро Ладожская», перенесённое ближе к реке Оккервиль. Таким образом, трамвайная линия по Гранитной улице была удлинена на 600 метров.
- В августе 2012 года в связи с реконструкцией Приморского шоссе конечная станция «Лахтинский разлив» была перенесена на новое место.
- В декабре 2012 года на Сенной площади в качестве эксперимента был построен пошёрстный съезд между путями встречного направления. Строительство съезда позволяет осуществлять оборот трамвая по принципу железной дороги, для этого был закуплен специальный двусторонний подвижной состав. В 2013 году подобные съезды появились также на Новочеркасском (на остановке «станция метро Новочеркасская» севернее перекрёстка с Заневским проспектом) и Дальневосточном проспектах (на остановке «Народная улица»), а также на проспекте Обуховской обороны (перед Володарским мостом со стороны Рыбацкого, ныне разобран). В 2016 году пошёрстные съезды также появились у станции метро «Спортивная» на Васильевском острове и на Кронкверкском проспекте (остановка «проспект Добролюбова»).
- В 2019 году были построены линии по Гранитной улице от станции метро «Ладожская» до Новочеркасского проспекта и по улице Потапова от Ириновского проспекта до нового трамвайного парка. При этом трамвайная конечная станция «Малая Охта» было полностью реконструирована, а кольцо «Станция метро „Ладожская“» — демонтировано. Строительство было выполнено ООО «Транспортная концессионная компания». Первое время пути на Гранитной улице не были задействованы: регулярное трамвайное движение началось 6 октября 2021 года, когда по Гранитной улице пошли трамваи маршрута № 7[38].

## Частная трамвайная сеть в Красногвардейском районе
В начале 2015 года началось обсуждение проекта частного трамвая в Красногвардейском районе, который был одобрен. В результате этого группе ЛСР на 30 лет будет передана Ржевско-Ладожская сеть с маршрутами № 8, 10, 59 и 64.
Перевозчиком будет выступать «Транспортная концессионная компания».
Компания выбрала поставщика подвижного состава ещё в начале 2016 года — это белорусско-швейцарское предприятие «Stadler Минск». На февраль 2018 года поставлено 9 трёхсекционных трамваев «Метелица». Трамваи будут оборудованы электронными указателями, системой информирования, аппаратами по продаже разовых проездных билетов, датчиками учёта пассажиров, навигационным оборудованием и мультимедиа-системой.

## Длительные закрытия
- C 1 февраля 1999 года по 1 февраля 2002 года была закрыта (на реконструкцию?) конечная «Хасанская ул.» и линия по проспекту Наставников к югу от проспекта Косыгина[39][40].
- С 12 сентября 2000 по 1 октября 2003 года[41][42], в связи с переустройством путей на основании из монолитного бетона, закрывалось движение по Садовой улице от Лермонтовского проспекта до Инженерной улицы.
- Со 2 октября 2001 по 16 ноября 2002 года из-за реконструкции Троицкого моста закрывалось движение трамваев по Садовой улице (от Инженерной улицы до 1-го Садового моста), 1-му Садовому мосту, набережной Лебяжьей канавки, собственно мосту и Троицкой площади[43].
- C 1 июля 2003 года[44] по 29 сентября 2005 года, в связи с переустройством путей на основании из монолитного бетона, было закрыто движение по Среднему проспекту В. О. от 9-й до 23-й линии. Василеостровский трамвайный парк и трамвайный маршрут № 1 были отрезаны от основной трамвайной сети города.
- C 29 сентября 2005 года по 22 июня 2007 года[45] в связи с ремонтными работами было закрыто движение по Среднему проспекту В. О. (от 23-й линии до Гаванской улицы), Гаванской улице, Малому проспекту В. О., улице Кораблестроителей.
- С 11 апреля 2006 года по 1 марта 2013 года без видимых причин было закрыто движение по Старо-Петергофскому проспекту от набережной Обводного канала до площади Стачек.
- С 9 сентября 2006 года по 27 декабря 2007 года из-за реконструкции Пискарёвского проспекта было закрыто движение по нему и улице Руставели на участке от конечной станции «Больница им. Мечникова» до проспекта Науки.
- C 12 апреля 2007 года по 1 марта 2013 года было закрыто движение по Садовой улице от Лермонтовского проспекта до Сенной площади.
- C 12 апреля 2007 года по 1 октября 2016 года было закрыто движение по Садовой улице от Сенной площади до Мойки, 1-му Садовому мосту, наб. Лебяжьей канавки, Миллионной ул., Суворовской пл., Троицкому мосту, Троицкой площади.
- C 10 сентября 2007 года в связи ремонтными работами было закрыто движение по улицам Трефолева, Калинина, Лифляндской, набережной Обводного канала (от Лифляндской улицы до Старо-Петергофского проспекта) и Старо-Петергофском проспекте (от набережной Обводного канала до площади Репина)[17]. Движение по улице Трефолева от к/ст «Оборонная улица» к трамвайному парку Кировского района было открыто 17 декабря 2008 года[46], по улицам Калинина, Лифляндской, набережной Обводного канала и Старо-Петергофскому проспекту к площади Репина — 5 февраля 2009 года[47][48].
- С 18 сентября 2010 года по 23 марта 2011 года[49], с 15 июня по 30 октября 2011 года[50] и с 24 марта[51] по 30 октября[52] 2012 года в связи с перекладкой теплотрассы было закрыто движение по улице Ленсовета. Трамвай № 29 был укорочен до проспекта Юрия Гагарина.
- С 23 октября 2010 года[53] по 6 марта 2011 года[54] и с 15 апреля[55] 2011 года по 12 августа 2011 года в связи с ремонтными работами было закрыто движение по проспекту Луначарского от проспекта Энгельса до проспекта Культуры.
- С 26 октября 2010 года по 4 декабря 2011 года в связи с ремонтными работами было закрыто движение по улице Маршала Говорова.
- С 1 мая 2012 года[56] по 27 мая 2013 года[57] в связи с ремонтом Сампсониевского моста было закрыто движение по улице Куйбышева (от улицы Чапаева до Петроградской набережной), Финляндскому проспекту, Большому Сампсониевскому проспекту (от Финляндского проспекта до Боткинской улицы), Боткинской улице (от Большого Сампсониевского проспекта до улицы Академика Лебедева). Трамвай № 6 следовал через Гренадерский мост.
- С 22 ноября 2012 года[58] по 20 июня 2013 года[59] в связи с капитальным ремонтом путей было закрыто движение по проспекту Культуры на участке от проспекта Просвещения до Суздальского проспекта.
- С 24 июня по 24 августа 2013 года, в связи с работами по строительству нового вестибюля станции метро «Спортивная» у съезда с Тучкова моста, было закрыто движение трамваев на участке от улицы Куйбышева по Кронверкскому проспекту, проспекту Добролюбова, Тучкову мосту, Среднему проспекту В. О. до 23-й линии[60]. Трамвай № 6 ходил до проспекта Добролюбова, трамвай № 40 — направлен через Сампсониевский мост до площади Ленина.
- С 8 июня 2013 года по 28 августа 2014 года, в связи со строительством транспортной развязки, было закрыто движение трамваев по Пискарёвскому проспекту и улице Руставели на участке от конечной станции «Больница им. Мечникова» до проспекта Науки[61][62]. Трамвай № 51 был отменён, трамваи № 9 и № 38 укорочены до станции Ручьи.
- С 7 августа 2013 года по 17 января 2014 года в связи с капитальным ремонтом трамвайной эстакады[63] было закрыто движение трамваев через Володарский мост. Были запущены временные маршруты №39 и №54[64][65][66], причём №39 сохранился и после окончания ремонта[67].
- C 16 июля 2015 года по 7 октября 2024 года в связи со строительством станции метро «Горный институт» было закрыто движение трамваев по 22-23 линии В.О., Косой линии и Детской улице. Трамвай № 1 был отменен, трамвай № 40 направлен на улицу Кораблестроителей.
- C 7 июня 2016 года по 19 ноября 2017 года было закрыто движение трамваев через Тучков мост в связи с ремонтными работами. Трамвай № 6 следовал по двум трассам — от проспекта Добролюбова до площади Ленина и от улицы Кораблестроителей до станции метро «Спортивная» (выход на Васильевский остров). Трамвай № 40 следовал до площади Ленина.
- С 19 сентября 2016 года по 7 марта 2018 года был закрыт трамвайный маршрут № 8 от Хасанской улицы до станции метро «Ладожская» в связи с реконструкцией трамвайных путей на проспекте Косыгина и проспекте Наставников. С 3 июня 2017 года по 1 сентября 2019 года по этой же причине было закрыто движение трамваев № 59 и № 64. Все три маршрута в 2018—2019 годах, после реконструкции, были переданы на обслуживание в ООО «ТКК».

## Производство трамваев в Санкт-Петербурге
На смену закрывшемуся ПТМЗ пришло запущенное в мае 2018 года производство трамвайных вагонов на Невском заводе электрического транспорта.